# Буди-Порайські
Буди-Порайські (пол. Budy Porajskie) — село в Польщі, у гміні Розпша Пйотрковського повіту Лодзинського воєводства.
Населення — 20 осіб (2011).
У 1975-1998 роках село належало до Пйотрковського воєводства.

## Демографія
Демографічна структура станом на 31 березня 2011 року:
|          | Загалом | Допрацездатний вік | Працездатний вік | Постпрацездатний вік |
| -------- | ------- | ------------------ | ---------------- | -------------------- |
| Чоловіки | 12      | 3                  | 9                | 0                    |
| Жінки    | 8       | 2                  | 6                | 0                    |
| Разом    | 20      | 5                  | 15               | 0                    |